# Saison 2023-2024 du FC Barcelone
Maillots
Chronologie
Saison précédente Saison suivante
La saison 2023-2024 du FC Barcelone est la 125e saison depuis la fondation du FC Barcelone. Elle fait suite à la saison 2022-2023 qui a vu le Barça remporter la Liga et la Supercoupe d'Espagne.
Lors de la saison 2023-2024, le FC Barcelone est engagé dans 4 compétitions officielles : championnat d'Espagne, Ligue des Champions, Coupe du Roi et Supercoupe d'Espagne.
L'été est marqué par les départs du capitaine Sergio Busquets, de Jordi Alba et d'Ousmane Dembélé et les arrivées d'İlkay Gündoğan, Íñigo Martínez, Oriol Romeu, Vitor Roque et des internationaux portugais João Félix et João Cancelo.

## Saison

### Juillet
L'équipe reprend l'entraînement le 10 juillet.
Le 19, l'équipe s'envole vers les États-Unis.
Le 22, Barcelone devait affronter la Juventus à San Francisco, mais le match a été annulé (en raison d'une épidémie de gastro-entérite au sein de l'effectif du FC Barcelone).
Le 26, Barcelone s’incline 5 à 3 face à Arsenal à Inglewood, près de Los Angeles.
Le 29, Barcelone bat 3 à 0 le Real Madrid à Arlington (Texas). Il s'agit du troisième Clásico aux États-Unis après ceux disputés en 2017 à Miami (victoire 3 à 2 du Barça) et en 2022 à Las Vegas (victoire 1 à 0 du Barça).

### Août
Le 1er août, Barcelone termine la tournée américaine en battant 1 à 0 l'AC Milan à Las Vegas,.
Le 8, Barcelone s'impose 4 à 2 contre Tottenham Hotspur dans le cadre du traditionnel Trophée Gamper. Le match se dispute au Stade olympique de Barcelone, c'est là que le Barça jouera tous ses matchs à domicile jusqu'en novembre 2024 en raison des travaux de rénovation au Camp Nou.
Le 13, Barcelone débute en Liga face à Getafe CF.

### Janvier
Le 27 janvier 2024 à la surprise générale, Xavi annonce qu'il quittera son poste d'entraineur en fin de saison

### Avril
Le FC Barcelone est éliminé de la ligue des champions par le PSG sur un score de 6 buts à 4 avec un cumule des deux matchs.

## Transferts

### Transferts estivaux
| Nom               | Nationalité   | Poste     | Transfert           | Provenance/Destination | Division           |
| ----------------- | ------------- | --------- | ------------------- | ---------------------- | ------------------ |
| Arrivées          |               |           |                     |                        |                    |
| İlkay Gündoğan    | Allemagne     | Milieu    | Transfert (Gratuit) | Manchester City        | Premier League     |
| Íñigo Martínez    | Espagne       | Défenseur | Transfert (Gratuit) | Athletic Club          | LaLiga             |
| Oriol Romeu       | Espagne       | Milieu    | Transfert 5M€       | Girona FC              | LaLiga             |
| Sergiño Dest      | États-Unis    | Défenseur | Retour de prêt      | Milan AC               | Serie A            |
| Francisco Trincão | Portugal      | Attaquant | Retour de prêt      | Sporting CP            | Liga Portugal bwin |
| Clément Lenglet   | France        | Défenseur | Retour de prêt      | Tottenham Hotspur      | Premier League     |
| João Félix        | Portugal      | Attaquant | Prêt                | Atlético de Madrid     | LaLiga             |
| João Cancelo      | Portugal      | Défenseur | Prêt                | Manchester City        | Premier League     |
| Départs           |               |           |                     |                        |                    |
| Sergio Busquets   | Espagne       | Milieu    | Transfert (Gratuit) | Inter Miami            | MLS                |
| Pablo Torre       | Espagne       | Milieu    | Prêt                | Girona FC              | LaLiga             |
| Jordi Alba        | Espagne       | Défenseur | Transfert (Gratuit) | Inter Miami            | MLS                |
| Samuel Umtiti     | France        | Défenseur | Transfert (Gratuit) | Lille OSC              | Ligue 1            |
| Nico González     | Espagne       | Milieu    | Transfert 8.4M€     | FC Porto               | Liga Portugal bwin |
| Francisco Trincão | Portugal      | Attaquant | Transfert 7M€       | Sporting CP            | Liga Portugal bwin |
| Franck Kessié     | Côte d'Ivoire | Milieu    | Transfert 12.5M€    | Al-Ahli FC             | Saudi Pro League   |
| Ousmane Dembélé   | France        | Attaquant | Transfert 50M€      | Paris Saint-Germain    | Ligue 1            |
| Sergiño Dest      | États-Unis    | Défenseur | Prêt                | PSV Eindhoven          | Eredivisie         |
| Eric García       | Espagne       | Défenseur | Prêt                | Girona FC              | LaLiga             |
| Clément Lenglet   | France        | Défenseur | Prêt                | Aston Villa            | Premier League     |
| Ansu Fati         | Espagne       | Attaquant | Prêt                | Brighton & Hove Albion | Premier League     |

## Compétitions

### LaLiga

#### Calendrier
| Date       | J.            | Adversaire                                | Lieu                                                 | Score | Buteurs                                                             |
| ---------- | ------------- | ----------------------------------------- | ---------------------------------------------------- | ----- | ------------------------------------------------------------------- |
| 13/08/2023 | 1re           | Getafe CF                                 | Coliseum Alfonso Pérez, Getafe                       | 0-0   | /                                                                   |
| 20/08/2023 | 2e            | Cadix CF                                  | Stade olympique Lluís-Companys, Barcelone            | 2-0   | Pedri 82e, F.Torres 90+4e                                           |
| 27/08/2023 | 3e            | Villarreal CF                             | Stade de la Céramique, Villarreal                    | 3-4   | Gavi 12e, F. de Jong 15e, F.Torres 68e, Lewandowski 71e             |
| 03/09/2023 | 4e            | Osasuna                                   | Stade El Sadar, Pampelune                            | 1-2   | Kounde 45+1e, Lewandowski 86e (pen.)                                |
| 16/09/2023 | 5e            | Real Betis                                | Stade olympique Lluís-Companys, Barcelone            | 5-0   | Félix 25e, Lewandowski 32e, F.Torres 62e, Raphinha 66e, Cancelo 81e |
| 23/09/2023 | 6e            | Celta de Vigo                             | Stade olympique Lluís-Companys, Barcelone            | 3-2   | Lewandowski 81e 85e, Cancelo 89e                                    |
| 26/09/2023 | 7e            | RCD Majorque                              | Stade de Son Moix, Palma                             | 2-2   | Raphinha 41e, Fermín 75e                                            |
| 29/09/2023 | 8e            | Séville FC                                | Stade olympique Lluís-Companys, Barcelone            | 1-0   | S.Ramos 76e (csc)                                                   |
| 08/10/2023 | 9e            | Grenade CF                                | Nuevo Los Cármenes, Barcelone                        | 2-2   | Yamal 45+1e, Sergi Roberto 85e                                      |
| 22/10/2023 | 10e           | Athletic Bilbao                           | Stade olympique Lluís-Companys, Barcelone            | 1-0   | Marc Guiu 80e                                                       |
| 28/10/2023 | 11e           | Real Madrid                               | Stade olympique Lluís-Companys, Barcelone, Barcelone | 2-1   | Gündoğan 6e                                                         |
| 04/11/2023 | 12e           | Real Sociedad                             | Stade d'Anoeta Saint-Sébastien,Barcelone, Barcelone  | 1-0   | Araújo 90+2e                                                        |
| 12/11/2023 | 13e           | Deportivo Alavés                          | Stade olympique Lluís-Companys, Barcelone            | 2-1   | Lewandowski 53e 78e (pen.)                                          |
| 25/11/2023 | 14e           | Rayo Vallecano                            | Stade de Vallecas, Madrid                            | 1-1   | Lejeune 82e (csc)                                                   |
| 03/12/2023 | 15e           | Atlético de Madrid                        | Stade olympique Lluís-Companys, Barcelone            | 1-0   | Félix 28e                                                           |
| 11/12/2023 | 16e           | Girona FC                                 | Stade olympique Lluís-Companys, Barcelone            | 2-4   | Lewandowski 19e, Gündoğan 90+2e                                     |
| 16/12/2023 | 17e           | Valence CF                                | Stade de Mestalla, Valence                           | 1-1   | Félix 55e                                                           |
| 20/12/2023 | 18e           | UD Almeria                                | Stade olympique Lluís-Companys, Barcelone            | 3-2   | Raphinha 33e, Roberto 60e 83e                                       |
| 04/01/2024 | 19e           | UD Las Palmas                             | Gran Canaria, Las Palmas                             | 2-1   | Torres 55e, Gündoğan 90+3e (pen.)                                   |
| 21/01/2024 | 20e           | Real Betis                                | Stade Benito-Villamarín, Séville                     | 4-2   | Torres 21e 48e 90+2e, Félix 90e                                     |
| 27/01/2024 | 21e           | Villarreal CF                             | Stade olympique Lluís-Companys, Barcelone            | 3-5   | Gündoğan 60e, Pedri 68e, Bailly 71e (csc)                           |
| 31/01/2024 | 22e           | Osasuna                                   | Stade olympique Lluís-Companys, Barcelone            | 1-0   | Roque 63e                                                           |
| 03/02/2024 | 23e           | Deportivo Alavés                          | Mendizorroza, Vitoria-Gasteiz                        | 3-1   | Lewandowski 22e, Gündoğan 49e, Roque 63e                            |
| 11/02/2024 | 24e           | Grenade CF                                | Stade olympique Lluís-Companys, Barcelone            | 3-3   | Yamal 14e 80e, Lewandowski 63e                                      |
| 17/02/2024 | 25e           | Celta de Vigo                             | Stade de Balaídos, Vigo                              | 2-1   | Lewandowski 45e 90+7e (pen.)                                        |
| 24/02/2024 | 26e           | Getafe CF                                 | Stade olympique Lluís-Companys, Barcelone            | 4-0   | Raphinha 20e, Félix 53e, F. de Jong 61e, Fermín 90+1e               |
| 03/03/2024 | 27e           | Athletic Bilbao                           | San Mamés, Bilbao                                    | 0-0   |                                                                     |
| 08/03/2024 | 28e           | RCD Majorque                              | Stade olympique Lluís-Companys, Barcelone            | 1-0   | Yamal 73e                                                           |
| 17/03/2024 | 29e           | Atlético de Madrid                        | Estadio Metropolitano, Madrid                        | 3-0   | Félix 38e, Lewandowski 47e, Fermín 65e                              |
| 30/03/2024 | 30e           | UD Las Palmas                             | Stade olympique Lluís-Companys, Barcelone            | 1-0   | Raphinha 59e                                                        |
| 14/04/2024 | 31e           | Cadix CF                                  | Stade Ramón de Carranza, Cadix                       | 1-0   | Félix 37e                                                           |
| 21/04/2024 | 32e           | Real Madrid                               | Stade Santiago Bernabéu, Madrid                      | 2-3   | Christensen 6e, Fermín 69e                                          |
| 28/04/2024 | 33e           | Valence CF                                | Stade olympique Lluís-Companys, Barcelone            | 4-2   | Fermín 22e, Lewandowski 49e, 82e, 90+3e                             |
| 04/05/2024 | 34e           | Girona FC                                 | Stade de Montilivi, Gérone                           | 2-4   | Christensen 3e, Lewandowski 45+1e (pen.)                            |
| 35e        | Real Sociedad | Stade olympique Lluís-Companys, Barcelone |                                                      |       |                                                                     |
|            | 36e           | UD Almeria                                | Power Horse Stadium, Almería                         |       |                                                                     |
|            | 37e           | Rayo Vallecano                            | Stade olympique Lluís-Companys, Barcelone            |       |                                                                     |
|            | 38e           | Séville FC                                | Stade Ramón-Sánchez-Pizjuán, Séville                 |       |                                                                     |

#### Évolution du classement et des résultats
| Journée  | 1  | 2 | 3 | 4 | 5 | 6 | 7 | 8 | 9 | 10 | 11 | 12 | 13 | 14 | 15 | 16 | 17 | 18 | 19 | 20 | 21 | 22 | 23 | 24 | 25 | 26 | 27 | 28 | 29 | 30 | 31 | 32 | 33 | 34 | 35 | 36 | 37 | 38 | Journées en tête |
| -------- | -- | - | - | - | - | - | - | - | - | -- | -- | -- | -- | -- | -- | -- | -- | -- | -- | -- | -- | -- | -- | -- | -- | -- | -- | -- | -- | -- | -- | -- | -- | -- | -- | -- | -- | -- | ---------------- |
| Résultat | N  | V | V | V | V | V | N | V | N | V  | D  | V  | V  | N  | V  | P  | N  | V  | V  | V  | N  | V  | V  | N  | V  | V  | N  | V  |    |    |    |    |    |    |    |    |    |    | —                |
| Rang     | 12 | 6 | 4 | 4 | 2 | 1 | 3 | 2 | 4 | 4  | 4  | 4  | 4  | 4  | 4  | 4  | 4  | 4  | 3  | 3  | 3  | 4  | 3  | 3  | 3  | 3  | 3  | 3  |    |    |    |    |    |    |    |    |    |    | 1                |

### Ligue des Champions

#### Calendrier
| Date       | J.  | Adversaire       | Lieu                                      | Score | Buteurs                                                      |
| 19/09/2023 | 1re | Royal Antwerp    | Stade olympique Lluís-Companys, Barcelone | 5-0   | Félix 11e 66e, Lewandowski 19e, Bataille 22e (csc), Gavi 54e |
| 04/10/2023 | 2e  | FC Porto         | Stade du Dragon, Porto                    | 0-1   | Torres 45+1e                                                 |
| 25/10/2023 | 3e  | Chakhtar Donetsk | Stade olympique Lluís-Companys, Barcelone | 2-1   | Torres 28e, López 36e                                        |
| 07/11/2023 | 4e  | Chakhtar Donetsk | Hamburg Arena, Hambourg                   | 1-0   |                                                              |
| 28/11/2023 | 5e  | FC Porto         | Stade olympique Lluís-Companys, Barcelone | 2-1   | Cancelo 32e, Félix 57e                                       |
| 13/12/2023 | 6e  | Royal Antwerp    | Bosuilstadion, Anvers                     | 3-2   | Torres 35e, Guiu 90+1e                                       |

#### Classement
| Rang | Équipe           | Pts | J | G | N | P | Bp | Bc | Diff |
| ---- | ---------------- | --- | - | - | - | - | -- | -- | ---- |
| 1    | FC Barcelone     | 12  | 6 | 4 | 0 | 2 | 12 | 6  | +6   |
| 2    | FC Porto         | 12  | 6 | 4 | 0 | 2 | 15 | 8  | +7   |
| 3    | Chakhtar Donetsk | 9   | 6 | 3 | 0 | 3 | 10 | 12 | -2   |
| 4    | Royal Antwerp    | 3   | 6 | 1 | 0 | 5 | 6  | 17 | -11  |

#### 1/8 de finale
| Date       | Tour      | Adversaire | Lieu                         | Score | Buteurs                                 |
| ---------- | --------- | ---------- | ---------------------------- | ----- | --------------------------------------- |
| 21/02/2024 | 8e aller  | SSC Naples | Stade Diego Maradona, Naples | 1-1   | Lewandowski 60e                         |
| 12/03/2024 | 8e retour | SSC Naples | Stade olympique, Barcelone   | 3-1   | López 15e, Cancelo 17e, Lewandowski 83e |

#### 1/4 de finale
| Date       | Tour       | Adversaire          | Lieu                       | Score | Buteurs |
| ---------- | ---------- | ------------------- | -------------------------- | ----- | ------- |
| 09/04/2024 | 1/4 aller  | Paris Saint-Germain | Parc des Princes, Paris    | 3-2   |         |
| 16/04/2024 | 1/4 retour | Paris Saint-Germain | Stade olympique, Barcelone | 1-4   |         |

### Coupe du Roi
| Date       | Tour  | Adversaire              | Lieu                            | Score | Buteurs                                         |
| ---------- | ----- | ----------------------- | ------------------------------- | ----- | ----------------------------------------------- |
| 07/01/2024 | 1/16e | UD Barbastro            | Estadio Municipal, Barbastro    | 2-3   | Fermín López 18e, Raphinha 51e, Lewandowski 88e |
| 18/01/2024 | 1/8e  | Unionistas de Salamanca | Estadio Reina Sofía, Salamanque | 1-3   | Torres 45e, Koundé 69e, Baldé 73e               |
| 24/01/2024 | 1/4   | Athletic Bilbao         | San Mamés, Bilbao               | 4-2   | Lewandowski 26e, Yamal 32e                      |

### Supercoupe d'Espagne
| Date       | Tour        | Adversaire  | Lieu             | Score | Buteurs                    |
| ---------- | ----------- | ----------- | ---------------- | ----- | -------------------------- |
| 11/01/2024 | Demi-finale | Osasuna     | Stade KSU, Riyad | 2-0   | Lewandowski 59e, Yamal 93e |
| 14/01/2024 | Finale      | Real Madrid | Stade KSU, Riyad | 4-1   | Lewandowski 33e            |

## Statistiques

### Statistiques des buteurs
mis à jour le 30 septembre 2023
| Place   | Nom                      | Liga | Coupe du Roi | Ligue des Champions | Supercoupe d'Espagne | TOTAL des buts |
| ------- | ------------------------ | ---- | ------------ | ------------------- | -------------------- | -------------- |
| 1       | Lewandowski              | 13   | 2            | 3                   | 2                    | 20             |
| 2       | F.Torres                 | 7    | 1            | 3                   | 0                    | 11             |
| 3       | Félix                    | 6    | 0            | 3                   | 0                    | 9              |
| 4       | Yamal                    | 4    | 1            | 0                   | 1                    | 6              |
| 4       | Fermin                   | 3    | 1            | 2                   | 0                    | 6              |
| 5       | Raphinha                 | 4    | 1            | 0                   | 0                    | 5              |
| 5       | Gundogan                 | 5    | 0            | 0                   | 0                    | 5              |
| 6       | Cancelo                  | 2    | 0            | 2                   | 0                    | 4              |
| 7       | Gavi                     | 1    | 0            | 1                   | 0                    | 2              |
| 7       | Koundé                   | 1    | 1            | 0                   | 0                    | 2              |
| 7       | Roque                    | 2    | 0            | 0                   | 0                    | 2              |
| 8       | F. de Jong               | 2    | 0            | 0                   | 0                    | 1              |
| 8       | Pedri                    | 1    | 0            | 0                   | 0                    | 1              |
| 8       | Araújo                   | 1    | 0            | 0                   | 0                    | 1              |
| Csc     | Bataille (Royal Antwerp) | 0    | 0            | 1                   | 0                    | 1              |
| Csc     | Ramos (Séville FC)       | 1    | 0            | 0                   | 0                    | 1              |
| Détails | 10 buteurs               | 35   | 6            | 12                  | 2                    | 77             |

### Statistiques des passeurs
mis à jour le 30 septembre 2023
| 1       | Gündoğan   | 6           | 0      | 3 | 1 | 10 |   |   |   |   |             |   |  |  |  |
| 1       | 2          | Raphinha    | 6      | 0 | 2 | 10 | 0 | 8 |   |   |             |   |  |  |  |
| 3       | 2          | Lewandowski | 6      | 0 | 1 | 0  | 7 | 8 |   |   |             |   |  |  |  |
| 3       | 3          | Yamal       | 6      | 0 | 1 | 0  | 7 | 7 |   |   |             |   |  |  |  |
| 4       | 3          | Félix       | 2      | 1 | 1 | 1  | 5 | 7 |   |   |             |   |  |  |  |
| 4       | 3          | 5           | Torres | 3 | 0 | 1  | 5 | 7 | 0 | 4 |             |   |  |  |  |
| 5       | 3          | 5           | Koundé | 2 | 2 | 0  | 0 | 7 | 4 | 4 |             |   |  |  |  |
| 5       | 3          | 5           | Pedri  | 2 | 0 | 2  | 0 | 7 | 4 | 4 | Christensen | 1 |  |  |  |
| Romeu   | 1          | 5           |        |   |   |    |   |   |   | 4 |             |   |  |  |  |
| 5       | Cancelo    | 3           | 0      | 1 | 0 | 4  |   |   |   |   |             |   |  |  |  |
| 5       | Gavi       | 1           |        |   |   | 4  |   |   |   |   |             |   |  |  |  |
| Détails | 9 passeurs | 12          | -      | 3 | - | 15 |   |   |   |   |             |   |  |  |  |